# 硼酸鋰
硼酸鋰又名四硼酸鋰，是一種無機化合物，化學式Li
2B
4O
7。無色固體硼酸鋰用於製造玻璃和陶瓷。

## 結構
其結構由聚合硼酸鹽骨架組成。Li中心與四個硼配體和五個氧配體結合。

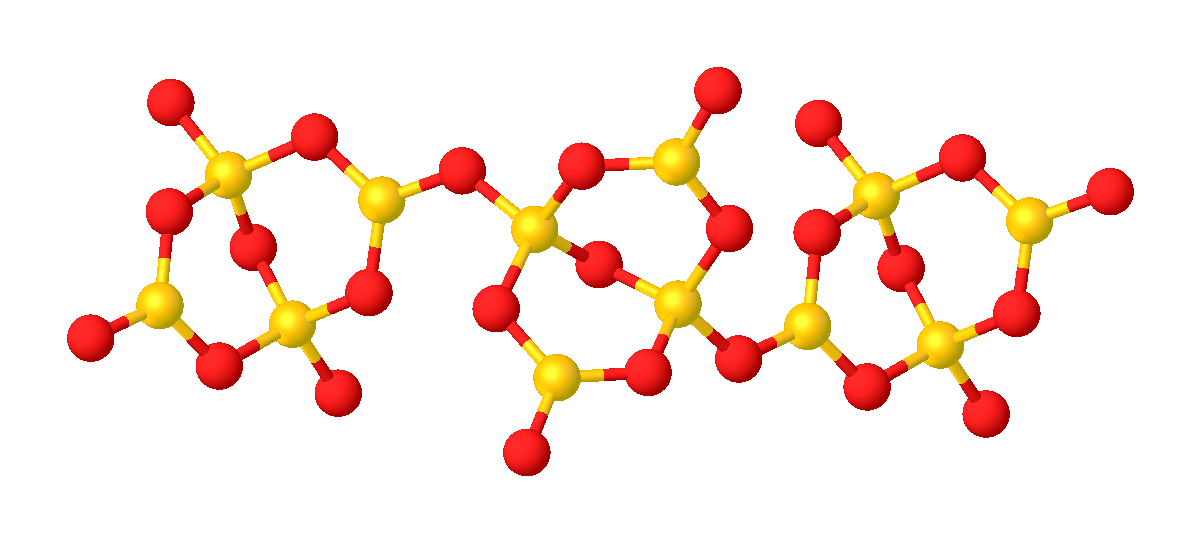
Li_{2}B_{4}O_{7}骨架

硼酸鋰可用於實驗室DNA及RNA凝膠電泳的硼酸鋰緩衝液。
還用於硼砂熔融法玻璃化礦物粉末樣品，以便通過快速非破壞式的物質測量方法X射線光譜分析。

## 另見
- 偏硼酸鋰(LiBO
2)